# Michael Crowell
Michael Anthony Crowell (* 9. Dezember 1985 in Pensacola (Florida)) ist ein ehemaliger deutsch-US-amerikanischer Basketballspieler.

## Werdegang
Als Jugendlicher spielte der Sohn einer aus Deutschland stammenden Mutter und eines US-amerikanischen Vaters an der Chandler High School im US-Bundesstaat Arizona sowie anschließend bis 2004 im selben Bundesstaat an der Mesa High School. Auf Hochschulebene war Crowell in der Saison 2004/05 Spieler der Mannschaft des Blinn College in Texas. Als Mitglied der Hochschulmannschaft des Central Arizona College erzielte er während des Spieljahres 2005/06 Mittelwerte von 21,7 Punkten und 11,3 Rebounds je Begegnung. Zwischen 2006 und 2008 gehörte der zwei Meter große Flügelspieler zur Mannschaft der University of Idaho und studierte an der Hochschule Psychologie. Für Idaho kam er in 57 Spielen auf einen Durchschnitt von 7,3 Punkten sowie 4,1 Rebounds.
In der Sommerpause 2008 wurde Crowell vom spanischen Drittligisten Cantabria Lobos verpflichtet, Mitte Januar 2009 kam es zur Trennung. Im weiteren Verlauf des Spieljahrs 2008/09 wurde er mit dem BC Scholz Recycling Weißenhorn Meister der 1. Regionalliga Südwest, zum Titelgewinn trug er in elf Einsätzen im Schnitt 12 Punkte je Begegnung bei.
Im November 2009 nahmen die Glasgow Rocks aus der British Basketball League Crowell unter Vertrag, er bestritt während der Saison 2009/10 32 Ligaspiele für die schottische Mannschaft, in denen er im Schnitt 8,7 Punkte erzielte. In der Saison 2010/11 stand Crowell zeitweilig in Diensten von Brose Bamberg und wurde in November und Dezember 2010 in insgesamt drei Spielen der Basketball-Bundesliga eingesetzt, in denen er ohne Punkte blieb. Nach längerer Basketball-Pause wurde er in der Sommerpause 2012 vom damaligen Zweitligisten BG Göttingen verpflichtet. Crowell stand für die „Veilchen“ in 16 Begegnungen der 2. Bundesliga ProA auf dem Feld und erzielte im Schnitt 2,3 Punkte.